# Природна селекција
Природна селекција је диференцијално преживљавање и/или размножавање јединки које се разликују у особинама, односно фенотипу. Јединица селекције може бити ген, јединка или читава популација. Селекција подразумева одабирање јединки (потомака) који ће чинити следећу генерацију. Издвајањем одређених фенотипова, односно генотипова, они се фаворизују при чему се мења генетичка структура популације. Кључни механизам еволуције је промена наследних особина карактеристичних за популацију током генерација. Чарлс Дарвин је популаризовао термин „природна селекција“, супротно вештачкој селекцији, која је по његовом мишљењу намерна, док природна селекција није.
Варијације постоје у свим популацијама организама. Оне настају јер се случајне мутације јављају у геному организма, а њихово потомство може наследити такве мутације. Током живота појединаца, њихови геноми су у интеракцији са окружењем што узрокује разлике у особинама. Окружење генома обухвата процесе у ћелији, другим ћелијама, другим јединкама, популацијама, врстама, као и абиотичко окружење. Будући да особе са одређеним варијантама особине теже да преживе и размножавају се више од јединки са другим мање успешним варијантама, популација еволуира. Остали фактори који утичу на репродуктивни успех укључују сексуалну селекцију (која је сада често укључена у природну селекцију) и селекцију плодности (фекундитет).
Природна селекција делује на фенотип, односно особине организма које заправо ступају у интеракцију са околином, а генетичка (наследна) основа сваког фенотипа која му омогућава репродуктивну предност може постати чешћа у популацији. Временом се на овај начин могу формирати популације које су специјализоване за одређене еколошке нише (микроеволуција), што на крају доводи до специјације (појава нових врста, макроеволуција), а све то означава да је природна селекција кључни процес у еволуцији популације.
Природна селекција се често означава и као камен темељац модерне биологије. Овакав концепт су објавили Дарвин и Алфред Расел Валас током презентације радова 1858. године, а разрађен је и у Дарвиновој књизи „О пореклу врста” из 1859. године. Дарвин је природну селекцију описао аналогно вештачкој селекцији, процесу којим узгајивачи фаворизују (одабирају) животиње и биљке са особинама које сматрају пожељним, попут бољег приноса, отпорности на болести и временске услове итд. Концепт природне селекције првобитно се развио у одсуству валидне теорије наслеђивања због недостатка знања из области генетике.

## Терминологија
Појам природна селекција најчешће се дефинише као механизам који делује на наследне особине, међутим, природна селекција може бити „слепа“ у смислу да промене у фенотипу могу дати репродуктивну предност без обзира на то да ли је особина наследна или не. Понекад је битно разликовати механизме и ефекте селекције. Када је ова разлика важна, научници дефинишу „(фенотипску) природну селекцију„ конкретно као „оне механизме који доприносе селекцији јединки које се размножавају“, без обзира на то да ли је основа селекције наследна. Каже се да се селекцијом бирају и фаворизују особине које доводе до већег репродуктивног успеха организма, док се оне које смањују успех елиминишу.

## Механизми

### Варијације наслеђивања, диференцијална репродукција
Варијације се јављају међу јединкама било које популације и неке од разлика могу побољшати вероватноћу преживљавања и размножавања јединке тако да се повећа његова репродуктивна стопа током живота, што значи да оставља више потомака. Ако су особине које доводе до тога наследне, односно преносе се са родитеља на потомство, тада се јавља диференцијална репродукција—нешто већи удео потомака попут бржих зечева или ефикаснијих алги у наредној генерацији. Било која повољна/позитивна наследна особина ће постати доминантна у популацији након много генерација наслеђивања. Дарвин је описао то да спољашње, природно окружење јединке „бира”, односно селектује особине које дају репродуктивну предност јединкама, тиме узрокујући еволутивне промене. За разлику од природне, вештачка селекција је наменска тамо где природна селекција није, а биолози често користе телеолошки језик да би је описали.
Најпознатији пример је Биберасти мољац који се јавља у тамним и светлим бојама у Великој Британији. Током индустријске револуције многа стабла која су природно станиште мољцима су поцрнела од чађи, што је тамно обојеним мољцима дало предност у скривању од предатора. Тада су тамни мољци имали веће шансе за преживљавање и остављали су потомство такође тамне боје. За само педесет година од прве селекције тамног мољца, готово сви мољци у индустријском Манчестеру били су тамно обојени. Равнотежа обојености је преокренута помоћу уведеног Закона о чистом ваздуху из 1956, чиме су тамни мољци поново постали ретки, што директно показује утицај природне селекције на еволуцију биберастог мољца. Овакав ефекат је познат и као Индустријски меланизам.
Још један од примера деловања природне селекције на учесталост појединачних генских алела у људским популацијама односи се на болест српасту анемију, честу болест код афричких урођеника. Ову анемију (малокрвност) одређује доминантан алел (S) који доводи до стварања измењеног хемоглобина (HbS). Тај хемоглобин је смањене растворљивости услед чега се не распоређује нормално по еритроцитима па они добијају српаст облик. Измењени хемоглобин има и смањену способност везивања О2 што доводи до анемије и низа других поремећаја. У хомозиготном стању (SS) ген је леталан због тешког облика анемије. Особе које су рецесивни хомозиготи (ss) нису анемичне, али зато лако обољевају од маларије, болести која је честа у Африци. Хетерозиготи (Ss) се одликују највећом животном способношћу јер имају благ облик анемије и истовремено имају и мању шансу да оболе од маларије. Ово је пример за деловање равнотежне селекције, која фаворизује хетерозиготе, а одстрањује хомозиготе и тако се у популацији одржавају два алела (S и s).

### Адаптивна вредност
Концепт фитнеса (адаптивна вредност) је важан за природну селекцију. Способност опстанка једног генотипа у природи најбоље се мери бројем потомака које он оставља следећој генерацији (репродуктивни успех). Према томе, уколико јединке живе и упола краће од осталих врста, али дају двоструко више потомака који преживљавају до доба адулта, њихови гени ће постати чешћи у наредним генерацијама.
Адаптивна вредност је број репродуктивно зрелих потомака једног генотипа у односу на неки други генотип у истој популацији. На пример, ако генотип АА даје за 20%, а генотип аа за 10% мање потомака од генотипа Аа, онда ће њихове релативне адаптивне вредности (W) износити – за генотип АА 0,8, а за генотип аа 0,9. Скуп фактора који смањује њихову адаптивну вредност чини селекциони коефицијент (S). Адаптивна вредност и селекциони коефицијент допуњују се до 1, или 100%—W + S = 1.

### Компетиција
У биологији се компетиција означава као интеракција између организама у којој се фитнес једног организма смањује присуством другог организма. Компетиција може настати због коришћења истих ограничених природних ресурса попут воде, хране, територије итд. Може бити директна или индиректна, унутар једне или између различитих врста. Врсте које су слабије у овом односу би се требале или прилагодити или ће изумрети јер конкуренција има јачу улогу у природној селекцији.
Компетиција је представљена r/K теоријом селекције која је заснована на изучавањима острвске биогеографије Роберта Макартура и Едварда Вилсона. У овој теорији, селективни притисци покрећу еволуцију у једном од два правца: ка r- или K-селекцији. Термини, r и K, могу се илустровати у логистичком моделу популационе динамике:
{\displaystyle {\frac {dN}{dt}}=rN\left(1-{\frac {N}{K}}\right)\qquad \!}
где r представља стопу раста популације (N), а K капацитет локалног окружења. Врсте које припадају r-селекцији заузимају празне нише и дају много потомства, свако са релативно малом вероватноћом да преживи до доба адулта. Супротно томе, у случају K-селекције врсте су снажни конкуренти у нишама које су насељене различитим врстама и улажу више енергије у мање бројно потомство, свако са релативно великом вероватноћом да преживи до адултног стадијума.

## Класификација селекције
Природна селекција је механизам који може деловати на велики број фенотипских особина, а селективни притисак може бити изазван од стране било ког аспекта спољашње средине, укључујући компетицију и сексуалну селекцију.‍:15 Природна селекција није увек усмерена ка адаптивној еволуцији, већ често само одржава постојеће односе у равнотежи тако што уклања мање успешне варијанте. Селекција се може класификовати на основу утицаја на особине, генетички диверзитет (разноврсност), фазе животног циклуса у којој делује, јединице селекције итд.

### Утицај на особину
Разликујемо стабилизациону, дирекциону и дисруптивну селекцију. Стабилизациона селекција делује са циљем да се особина одржи у оптимуму (фаворизовање особина са средњом вредношћу). Дирекциона селекција фаворизује једну од екстремних вредности неке особине, било да су у питању минимум или максимум. Дисруптивна селекција фаворизује обе екстремне вредности и тада се унимодална расподела претвара у бимодалну.

### Утицај на генетички диверзитет
Негативна селекција делује тако што уклања генетичке варијанте из популација. Међутим, супротно негативној селекцији, de novo мутације уводе нове варијације. Супротно овом механизму, равнотежна селекција тежи да одржи генетичку варијабилност у популацији. Пример је предност хетерозигота (јединке са два различита алела имају селективну предност) у односу на хомозиготе (једна варијанта алела). Полиморфизам локуса људске АБО крвне групе је објашњен помоћу ових механизама.

### Утицај на јединицу селекције
Селекција може деловати на нивоу гена, јединке или популације. Још увек су актуелне дебате о примерима и вероватноћи селекције на нивоу популације у природи.

## Трка у наоружању
Пример природне селекције који је лако уочљив је развој резистенције микроорганизама на антибиотике. Злоупотреба антибиотика у клиничкој употреби довела је до развоја резистенције бактерија на лекове, попут врсте Staphylococcus aureus која је отпорна на метицилин и тиме представља претњу по здравље. Потенцијално решење за овакав проблем је употреба различитих и јачих антибиотика, али у овом случају, бактерија је показала отпорност чак и на ове лекове. Овај пример представља такозвану еволуциону трку у наоружању, што значи да са једне стране научници покушавају да развију делотворније и јаче антибиотике, док са друге стране бактерије развијају сојеве који су мање осетљиви на антибиотике. Слично се јавља и у односу пестицид-биљке или инсекти.

## Еволуција путем природне селекције
Да би природна селекција резултирала адаптивном еволуцијом, новим особинама и спецификацијама, потребно је присуство наследних генетичких варијација које имају различите вредности фитнеса. Варијације су резултат мутација, генетичких рекомбинација и разлика у кариотипу, односно броју и величини хромозома. Иако без већих ефеката, промене ипак могу имати позитиван или негативан ефекат. Раније се сматрало да су мутације у наследном материјалу неутралне и да доводе до синонимних супституција (замена). Међутим, многе мутације у некодирајућим деловима ДНК могу бити штетне. Уколико се мутације јављају у регулаторним генима, то може довести до великих и видљивих промена на нивоу фенотипа из простог разлога што регулаторни гени не делују засебно, већ регулишу функцију и експресију великог броја других гена у чијој регулацији учествују. Пример за мутације у регулаторним генима су и неке од несмртоносних попут мутација у HOX генима код човека које доводе до појаве цервикалног ребра или полидактилије када се повећава број прстију на екстремитетима.
Када мутације доводе до већег фитнеса, односно веће адаптивне вредности, природна селекција ће тежити да фаворизује овакве фенотипове и особина ће се наслеђивати и ширити у популацији. Особине и њихов фитнес нису непроменљиви јер одређена особина може бити повољна у одређеним условима животне средине, али са њиховом променом, мења се и ефекат као и вредност фитнеса.